# منظمة الجيش السري

شعار المنظمة

منظمة الجيش السري بالفرنسية ‏L'Organisation de l'Armée secrète‏ (OAS) هي منظمة إرهابية فرنسية أسست في 11 فبراير 1961 بعد لقاء مدريد بين جون جاك سوسيني وبيير لاغيارPierre Lagaillarde. وهي تضم المواليين لأطروحة الجزائر الفرنسية l'« Algérie française » بالاعتماد على العمل المسلح.
أول ظهور لعلامة OAS كان على جدران الجزائر العاصمة مصحوبة بشعارات «الجزائر فرنسية وستبقى فرنسية». « L’Algérie est française et le restera ».

## النشأة
في 8 ماي 1958 طلب روني كوتي René Coty من الجنرال ديغول بعد حركة التمرد التي قادها دعاة وأنصار الجزائر الفرنسية والديغوليين المجموعتان لم تكن منسجمتان.
يوم 4 جوان 1958 الجنرال ديغول في الجزائر العاصمة نطق مقولته الشهيرة. «لقد فهمتكم». « Je vous ai compris ».
هذا الكلام كان موجه للجماهير التي حضرت التجمع والمتكونة من المعمرين الأروبيين المعروفيين باسم الأقدام السوداء والجزائريين.أي السكان الأصليين.
بعد يوميين في 6 جوان 1958 ديغول يصرخ من مدينة مستغانم في الغرب الجزائري «تحيا الجزائر الفرنسية !» «Vive l'Algérie française!».
يوم 16 سبتمبر 1959 يفاجئ الأروروبيين من الأقدام السوداء الذين ذهلوا وإستيقظو علي خطاب ديغول المقر بحق تقرير المصير للجزائريين.
وكان نتاج لهذا قيام جوزيف أورتيز Joseph Ortiz بإنشاء الجبهة الوطنية الفرنسية (Front National Français)
هذه الجبهة مكونة من حركيين ومتمرديين ومجموعات مسلحة صغيرة من أجل الانقلاب علي ديغول الذي خانهم حسب نضرتهم وخضع لمطالب الجزائريين المسلميين بالاستقلال.
في إطار التنسيق المحفوف بالسرّية التقى «جون جاك سوزيني» و«بيار لغيار» يوم 10/02/1961 في مدريد أين تم تأسيس تنظيم إرهابي جديد يحمل اسم منظمة الجيش السري.O. A. S كبديل لكل التنظيمات السياسية العاملة على ترجيح فكرة «الجزائر فرنسية»، ترأسها الجنرال المتقاعد«صالان» بمساعدة الجنرال«جوهو» و«غاردي» وسوزيني.
وبعد فشل انقلاب الجنرالات الأربعة شال وجوهو وزيلر وصالان في 22/4/1961، شرعت الحكومة الفرنسية في عملية تفتيش وملاحقة واسعتين شملت العناصر المتطرفة، غير أن تواطؤ بعض أجهزة الشرطة المشكلة أساسا من الأقدام السوداء حال دون نجاح العملية مما أتاح مجالا أوسع لعناصر منظمة الجيش السري وفي مقدمتهم «جوهو», «غاردي»، «سرجون»، «فرندي»، «بيريز»، «غودار» وغيرهم لإعادة تنظيم صفوفهم من جديد بأن قادوا سلسلة من الاتصالات المحفوفة بالسرية انتهت بعقد اجتماعات تحضيرية في متيجة والعاصمة.
وعلى إثر اجتماع سري بالعاصمة في 1 جوان 1961 تمّ تبني الهيكل التنظيمي للمنظمة المعروض من قبل العقيد غودار، حيث ألح هذا الأخير على وجوب تعميمه في كل مدينة وقطاع، على أن المجلس الأعلى لمنظمة الجيش السري (C.S.O.A.S) يمثل رأس الهيكل التنظيمي ويضم: صالان - غاردي - غودار - بيريز، وسوزيني.
كما تعتبر المنظمة البوتقة التي انصهرت فيها مختلف التنظيمات الإجرامية مثلما تضمنه أول منشور لها والداعي إلى دمج كل الحركات السرية المقاومة في التنظيم المذكور.
كما تم ضبط برنامج منظمة الجيش السري تضمن الأهداف والوسائل، واتخذ الصليب شعارا لها.
3- أهدافها

### تبعاتإتفاقيات إيفيان
تعتبر اتفاقية إيفيان2 من بين الاتفاقيات التي جرت إبان مرحلة المفاوضات الجدية من 1961 إلى 1962، وكانت فترة الإتفاقية من 7 إلى 18/19 مارس 1962 تتميز بالتوتر الشديد خوفا من حدوث أي تباين واختلاف في الآراء ووجهات النظر.
بداية من التوقيع الرسمي الإتفاقية في 18 مارس 1962 تلاها بعد ذلك أمر وقف اطلاق النار في 19 مارس 1962 ومن تبعاتها وما خلصت إليه هذه الإتفاقية:
إنشاء هيئة مكلفة بمراقبة سريان هذا المبدأ
إطلاق سراح المعتقلين الجزائريين في مدة 20 يوم وعودة اللاجئين
تنظيم استفتاء وطني حول تقرير المصير في 1 جويلية 1962 والذي ظهرت نتائجه في الثالث من شهر جويلية 1962 حيث حملت معها 96.5℅ بنعم لإستقلال الجزائر
تأسيس هيئة تنفيذية مؤقتة برئاسة عبد الرحمان فارس لتسيير الانتقالية والتي مدتها حوالي 6 أشهر بين وقف اطلاق النار وظهور نتائج الاستفتاء وكان عملها هو التسيير المطلق للشؤون الداخلية الدولة الجديد، تنظيم الاستفتاء...
اشتداد النشاط الإرهابي لمنظمة الجيش الفرنسي السري OAS والتي تأسست في 11 فيفري 1961
تضمين ضمانات للأقليات الأوروبية حول ممتلكاتهم مع احترام خصوصياتهم الدينية والثقافية
تأجير الجزائر لقاعدة المرسى الكبير لمدة 15 سنة قابلة للتجديد مع الحق في استغلال مطار عنابة، بشار وبوفاريك لمدة 5 سنوات
توقيع ميثاق طرابلس من 27 ماي إلى 4 جوان 1962 والذي تحدد فيه الخيارات الكبرى لقيام الدولة الجزائرية
التعاون بين البلدين اقتصاديا (إلزامي)
استقلال الجزائر جمركيا
الإعلان عن الاستقلال الرسمي للجزائر في 5 جويلية 1962
```
تأسيس الجمعية التأسيسية في 20 سبتمبر 1962 برئاسة 
فرحات عباس
 للإعلان عن قيام الجمهورية الجزائرية الديمقراطية الشعبية في 26 سبتمبر 1962 برئاسة احمد بن بلة 
```

تخليف مجموعة من المشاكل الاجتماعية والاقتصادية والسياسية الموروثة عن الاستعمار

## تبعاتها
- تعتبر اتفاقية إيفيان2 من بين الاتفاقيات التي جرت إبان مرحلة المفاوضات الجدية من 1961 إلى 1962، وكانت فترة الإتفاقية من 7 إلى 18/19 مارس 1962 تتميز بالتوتر الشديد خوفا من حدوث أي تباين واختلاف في الآراء ووجهات النظر. بداية من التوقيع الرسمي الإتفاقية في 18 مارس 1962 تلاها بعد ذلك أمر وقف اطلاق النار في 19 مارس 1962 ومن تبعاتها وما خلصت إليه هذه الإتفاقية:
- إنشاء هيئة مكلفة بمراقبة سريان هذا المبدأ إطلاق سراح المعتقلين الجزائريين في مدة 20 يوم وعودة اللاجئين.
- تنظيم استفتاء وطني حول تقرير المصير في 1 جويلية 1962 والذي ظهرت نتائجه في الثالث من شهر جويلية 1962 حيث حملت معها 96.5℅ بنعم لإستقلال الجزائر.
- تأسيس هيئة تنفيذية مؤقتة برئاسة عبد الرحمان فارس لتسيير الانتقالية والتي مدتها حوالي 6 أشهر بين وقف اطلاق النار وظهور نتائج الاستفتاء وكان عملها هو التسيير المطلق للشؤون الداخلية الدولة الجديد، تنظيم الاستفتاء...
- اشتداد النشاط الإرهابي لمنظمة الجيش الفرنسي السري OAS والتي تأسست في 11 فيفري 1961 ?.
- تضمين ضمانات للأقليات الأوروبية حول ممتلكاتهم مع احترام خصوصياتهم الدينية والثقافية.
- تأجير الجزائر لقاعدة المرسى الكبير لمدة 15 سنة قابلة للتجديد مع الحق في استغلال مطار عنابة، بشار وبوفاريك لمدة 5 سنوات.
- توقيع ميثاق طرابلس من 27 ماي إلى 4 جوان 1962 والذي تحدد فيه الخيارات الكبرى لقيام الدولة الجزائرية
- التعاون بين البلدين اقتصاديا (إلزامي).
- استقلال الجزائر جمركيا.
- الإعلان عن الاستقلال الرسمي للجزائر في 5 جويلية 1962 .
- تأسيس الجمعية التأسيسية في 20 سبتمبر 1962 برئاسة فرحات عباس للإعلان عن قيام الجمهورية الجزائرية الديمقراطية الشعبية في 26 سبتمبر 1962 برئاسة احمد بن بلة.
- تخليف مجموعة من المشاكل الاجتماعية والاقتصادية والسياسية الموروثة عن الاستعمار.

## جرائمها
- استهداف عدد كبير من الجزائريين من مختلف الشرائح.
- قتل المساجين في زنزانات مراكز الشرطة مثلما وقع في مركز شرطة حسين داي.
- تنفيذ سلسلة من التفجيرات قدرت بنحو2293 تفجير بالعبوات البلاستيكية خلال الفترة الممتدة ما بين سبتمبر 1961 ومارس 1962 أسفرت عن سقوط ما لا يقل عن 700 ضحية.
- تصعيد العمل الإجرامي للمنظمة بعد التوقيع على وقف إطلاق النار، من ذلك إطلاق عدة قذائف مدفعية على أحياء سكنية بالقصبة السفلى يوم 20مارس1962أودت بحياة 24 شخصا و59 جريحا وتفجير سيارة ملغمة قرب ميناء الجزائر مما خلّف 62 قتيلا و110 جريحا في صفوف العمال (الحمالون).
- الحرق العمدي للمؤسسات منها ما أصاب مكتبة جامعة الجزائر في 7جوان 1962 حيث أتى على أزيد من 600 ألف كتاب.
- حرق مكاتب الضمان الاجتماعي، المدارس والمستشفيات

رغم محاولاتها الوقوف ضد التطور الحتمي للقضية الجزائرية إلا أنها فقدت كل الأمل في تحقيق أهدافها، بعد ما وقع الإعلان عن الاتفاق بين جبهة التحرير الوطني ومنظمة الجيش السري في 17 جوان 1962 كما أذيع البث السري لـ جون جاك سوزيني بتاريخ 19جوان 1962.
وبقدر ما كان لهذه المنظمة من تأثير في إيجاد ضمانات للأقلية الأوروبية في المفاوضات، بقدر ما أثرت سلبا على مصير بقائهم في الجزائر المستقلة.